# Asperthorax
Asperthorax és un gènere d'aranyes araneomorfes de la subfamília Erigoninae, dins de la família Linyphiidae.
Fou descrit per primera vegada per R. Oi l'any 1960.
Es pot trobar a la Rússia asiàtica i a l'est asiàtic.</ref>

## Llista d'espècies
Segons The World Spider Catalog 12.0:
- Asperthorax borealis Ono & Saito, 2001. Rússia (est) i el Japó.
- Asperthorax communis Oi, 1960. Rússia (est) i el Japó. (Esp. tipus)
- Asperthorax granularis Gao & Zhu, 1989. Xina